# Гапоненко Володимир Іванович
Володимир Іванович Гапоненко (нар. 20 грудня 1969, Сквира — пом. 8 січня 2020, Тегеран) — український льотчик. Пілот авіакомпанії Міжнародні авіалінії України Командир екіпажу рейсу PS752 Boeing 737. Герой України.

## Життєпис
Володимир Гапоненко у 1987 році вступив до Кіровоградського вищого льотного училища цивільної авіації (нині Кропивницька льотна академія Національного авіаційного університету), яке закінчив у 1992 році, за фахом «Експлуатація повітряного транспорту» за спеціалізацією «Повітряна навігація». Інженер-штурман.
З 1992 року розпочав роботу в Борисполі на посаді штурмана літака Ту-134. За інформацією Міжнародних авіаліній України, Гапоненко мав 11600 годин нальоту на літаках Boeing 737, в тому числі 5500 годин у якості командира повітряного судна.

Могила Володимира Гапоненка та Олексія Наумкіна, Берковецьке кладовище

8 січня 2020 року загинув в результаті збиття літака Boeing 737 рейсу PS752 авіакомпанії «Міжнародні авіалінії України» ракетами Протиповітряної оборони Ірану. За словами офіційних представників Ірану, причиною трагедії став людський фактор.
Похований на Берковецькому кладовищі у Києві разом із пілотом-інструктором літака Олексієм Наумкіним (ділянка № 86, 50°29′19.42″ пн. ш. 30°23′41.06″ сх. д. / 50.4887278° пн. ш. 30.3947389° сх. д.).

### Сім'я
- Дружина — Катерина Гапоненко[7][8]
- Дві доньки

## Нагороди
- Звання Герой України з удостоєнням ордена «Золота Зірка» (29 грудня 2020, посмертно) — за героїзм і самовіддані дії, виявлені під час виконання службового обов'язку[9]

## Вшанування пам'яті
У місті Київ вулицю Анатолія Пантелькіна перейменували на вулицю Володимира Гапоненка.